# Seiji Maruyama
Seiji Maruyama (丸山誠治, Maruyama Seiji), né le 15 juin 1912 à Yamaguchi et mort le 22 novembre 1989, est un réalisateur et scénariste japonais.

## Biographie
Seiji Maruyama fait des études de droit à l'université de Kyoto. En 1936, il entre à la P.C.L. comme assistant réalisateur, il travaille notamment aux côtés de Kajirō Yamamoto. Mobilisé en 1937 puis en 1943, il ne fait ses débuts en tant que réalisateur qu'en 1951 avec Santa monogatari,.
Seiji Maruyama a réalisé trente-cinq films et est auteur de quatre scénarios entre 1951 et 1982.

## Filmographie
La filmographie de Seiji Maruyama est établie à partir de la base de données JMDb.

### Réalisateur
- 1951 : Santa monogatari (三太物語?)
- 1952 : Musuko no hanayome (息子の花嫁?)
- 1952 : Shishunki (思春期?)
- 1953 : Haha to musume (母と娘?)
- 1953 : Bocchan (坊っちゃん?)
- 1954 : Itsuko to sono haha (伊津子とその母?)

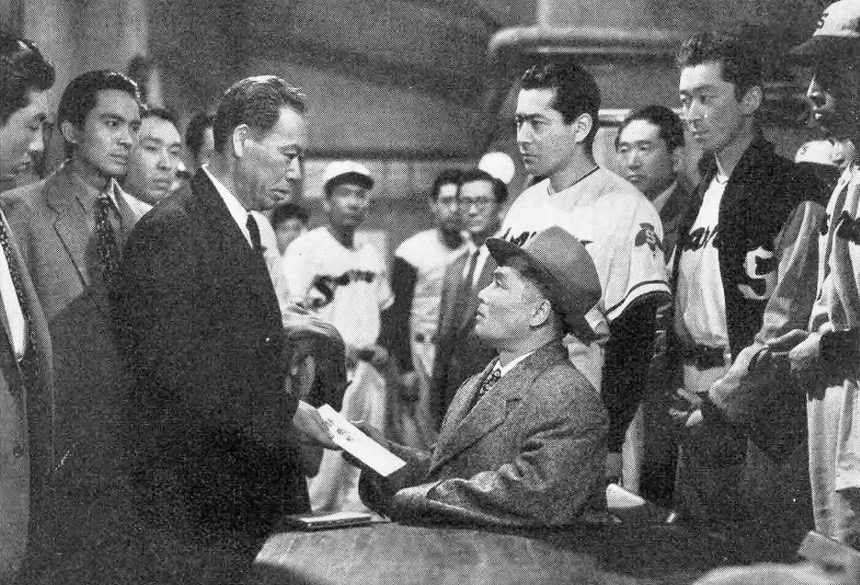
De g. à d. : Takashi Shimura, Gen Shimizu et Toshirō Mifune dans Otoko arite (1955).

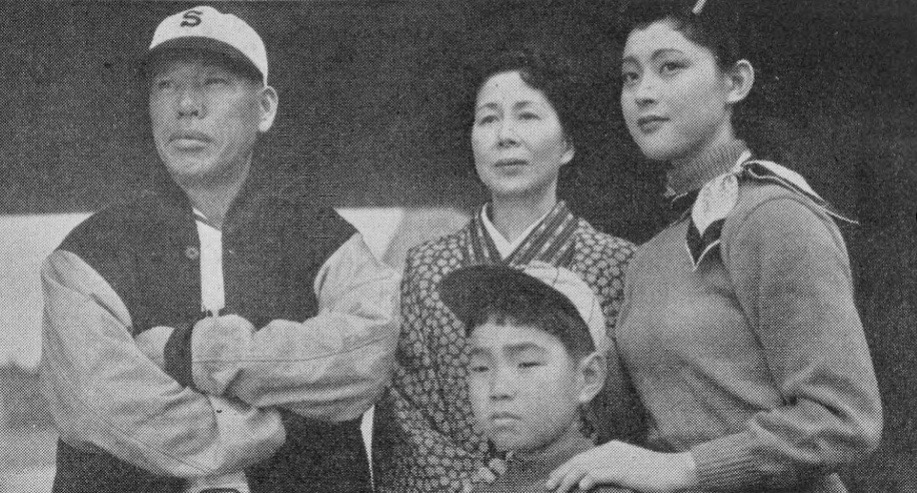
De g. à d. : Takashi Shimura, Shizue Natsukawa et Mariko Okada dans Otoko arite (1955).

- 1954 : Kimi shinitamo koto nakare (君死に給うことなかれ?)
- 1954 : Niisan no aijō (兄さんの愛情?), co-réalisé avec Nobuo Nakagawa
- 1955 : Otoko arite (男ありて?)
- 1955 : Asagiri (朝霧?)
- 1956 : Gendai no yokubō (現代の欲望?)
- 1957 : Yama to kawa no aru machi (山と川のある町?)
- 1957 : Yamabato (山鳩?)
- 1957 : Nikui mono (憎いもの?)
- 1957 : Hatsukoi monogatari (初恋物語?)
- 1958 : Futari dake no hashi (二人だけの橋?)
- 1959 : Onna gokoro (女ごころ?)
- 1959 : Akuma no seppun (悪魔の接吻?)
- 1960 : Sararīman go ikenchō: Otoko no ichi daiji (サラリーマン御意見帖 男の一大事?)
- 1960 : Anesan nyōbō (姉さん女房?)
- 1960 : Zoku anesan nyōbō: Dadakko teishu (続・姉さん女房 駄々っ子亭主?)
- 1961 : Bojō no hito (慕情の人?)
- 1961 : B.G. monogatari: Hatachi no sekkei (Ｂ・Ｇ物語 二十才の設計?)
- 1962 : Chihō kisha (地方記者?)
- 1963 : Warera sararīman (われらサラリーマン?)
- 1964 : Gendai shinshi yarō (現代紳士野郎?)
- 1965 : La Retraite de Kiska (太平洋奇跡の作戦 キスカ, Taiheiyō kiseki no sakusen: Kisuka?)
- 1966 : Ishinaka sensei gyōjōki (石中先生行状記?)
- 1967 : Chichiko gusa (父子草?)
- 1967 : Kimi ni shiawase o senchimentaru bōi (君に幸福を センチメンタル・ボーイ?)
- 1968 : Rengō kantai shirei chōkan: Yamamoto Isoroku (連合艦隊指令長官 山本五十六?)
- 1969 : Nihonkai daikaisen (日本海大海戦?)
- 1970 : Tenka no abarenbō (商魂一代 天下の暴れん坊?)
- 1976 : Ōzora no samurai (大空のサムライ?)
- 1982 : L'Honneur suprême (南十字星, Minami jūjisei?, titre anglais : The Highest Honour) co-réalisé avec Peter Maxwell (en)[3]

### Scénariste
- 1952 : Shishunki (思春期?)
- 1954 : Kimi shinitamo koto nakare (君死に給うことなかれ?)
- 1958 : Futari dake no hashi (二人だけの橋?)
- 1968 : Rengō kantai shirei chōkan: Yamamoto Isoroku (連合艦隊指令長官 山本五十六?)